# 사회자유주의
사회자유주의(社會自由主義, 영어: Social Liberalism), 또는 현대자유주의(現代自由主義, 영어: Modern Liberalism), 개혁적 자유주의는 고전적 자유주의가 평등을 보완하여 차별 해소를 통한 사회정의를 보장해야 한다는 정치 사상이다. 시장경제와 시민적, 정치적 자유 특히 소수자와 사회적 약자의 권리 이익의 확대를 지지하며, 또한 정부의 합법적인 역할은 빈곤, 보건 및 교육과 같은 경제적, 사회적 문제를 다루는 것이라고 믿는다. 사회자유주의자들에 따르면, 공동체의 이익은 개인의 자유와 조화를 이루는 경우가 있다. 사회자유주의 정치 이념은 자본주의 세계의 많은 나라에서, 특히 제2차 세계대전 이후에 널리 채택되었다. 사회자유주의 이념과 정당은 많은 국가에서 중도 또는 중도좌파로 간주된다.
사회자유주의(또는 현대 자유주의, 수정 자유주의)라는 용어는 사회자유주의가 대공황을 전후하여 그 전까지 오랫동안 정치적, 경제적 사상을 지배했던 고전적 자유주의와 차별화하기 위해서 사용된다.

## 기원

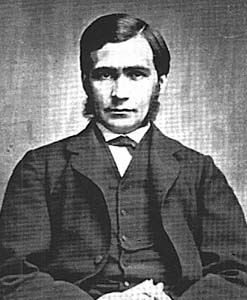
토머스 힐 그린

19세기 중반 옥스포드 대학을 중심으로 자유주의에 대한 새로운 해석이 등장하기 시작했다. 이 학술 운동에서 가장 열띤 활동을 했던 이론가는 토머스 힐 그린이다. 그린은 인류 발전의 대표적인 표상은 국가 운영으로 나타나며, 그 발전의 원동력은 형이상학적 차원에서 인류 정신의 발전이라고 했다. 그린은 경험론자였고, 동시에 진화론의 타당성을 인정하는 이론가였지만, 당시 영국에서 유행했던 기계론적인 경험주의와 사회진화론에 반대했다. 그는 기계론적 경험주의와 인류 자유의 실현에 근본 논리를 부여하는 여러 개념을 존재할 수 없게 만들었고, 사회진화론은 바로 이러한 사고의 결과로부터 나온 것이라고 비판했다.
19세기 말 아널드 J. 토인비는 그리스, 중앙유럽 영방의 흥망사를 연구했고, 이 과정에서 도출된 일반 원리를 역사 운행의 보편 원리로서 확정하려고 했다. 그는 그린과 유사하게, 인류 정치 체제의 발전이 인류 도덕 발전과 긴밀한 연관을 가진다고 주장했으며, 인류 도덕 발전은 단순 감각 자극의 성격이 아닌, 질적으로 차원이 다른 영역에 속해 있는 것이라 하였다. 그는 정치의 발전과 도덕의 발전이 독립적 영역에서 따로 일어나는 것이 아니라, 상호 연관을 가지며, 형식적으로 민주적 가치가 구현된 장(場) 안에서 정치적, 사회적 타당성을 입증하려는 노력과 과정이 전자의 발전 경로라고 하였다. 그는 한편, 영국에서 자유주의의 새로운 흐름을 지지했다.
19세기 말까지 고전적 자유주의의 원칙은 경제 성장의 둔화, 근대 산업 도시의 빈곤과 실업에 대한 인식 증가, 노동조합의 파업와 투쟁 선전에 의해 도전받았다. 산업화와 자유방임주의적 자본주의에 의해 도입된 변화에 대한 주요 정치적 반응은 사회 균형에 관심이 있는 보수주의자들로부터 나왔다. 찰스 디킨스, 토머스 칼라일 및 매슈 아널드를 포함한 일부 빅토리아 시대의 작가들은 사회적 불의에 대한 초기의 영향력 있는 비평가가 되었다.
존 스튜어트 밀은 고전적 자유주의의 요소들을 새로운 자유주의로 알려진 것에 결합시킴으로써 자유주의적인 아이디어에 엄청난 기여를 했다. 새로운 자유주의자들은 이러한 어려운 상황에 직면하여 자유주의의 오래된 생각을 적응시키려고 노력했고, 그들은 그것이 국가에 대한 더 넓고 더 개입적인 개념을 통해서만 해결될 수 있다고 믿었다. 자유에 대한 평등권은 단지 개인들 사이의 형식적인, 물리적인 간섭으로 달성할 수 있는 것이 아니라, 모든 개인이 평등한 성공을 보장하기 위해 좀 더 적극적이고 주도적인 조치를 통해 달성할 수 있다. 때문에, 단지 공평하게 제정되고 적용되는 법을 가지는 것만으로 확립될 수 없었다.
19세기 말과 20세기 초에, 수정 자유주의로 알려진 한 영국 사상가 단체는 자유방임주의적인 고전적 자유주의를 반대하는 주장을 했고 사회, 경제, 문화적 삶에 정부가 개입하는 것을 지지했다. 토머스 힐 그린, 레너드 홉하우스, 존 홉슨과 같은 지식인들을 포함한 그들은 수정 자유주의자들로 불리는데, 이들은 개인의 자유가 사회, 경제적으로 유리한 환경에서만 성취할 수 있는 것으로 보았다. 그들의 견해로 볼 때 빈곤과 굶주림, 그리고 무지가 자유와 개성이 번성하기 어렵게 한 것이다. 수정 자유주의자들은 이러한 조건들이 강력하고 복지 지향적이며 간섭주의적인 국가에 의해 조정된 단체 행동을 통해서만 개선될 수 있다고 믿었다.
헨리 캠벨배너먼과 허버트 헨리 애스퀴스의 자유당 정부는, 특히 재무부 장관과 이후의 데이비드 로이드 조지 수상 덕분에, 제1차 세계대전 이전에 복지에 관한 법률이 제정될 수 있는 토대가 마련됐다. 한편, 이 시기는 영국 자유당이 자유주의에 대한 새로운 해석에서 두 분파로 나뉘는 지점이기도 했다.
제2차 세계 대전 이후 사회민주주의 정당인 영국 노동당은 종전 이전 새자유주의자들이 확립한 복지 구조가 미온적이었다는 것을 비판했다. 영국 노동당은 종전 이후 1950년대에 걸쳐서 복지 국가의 틀을 완성하는 데 성공한다. 이 과정에서 사회적 자유주의는 주로 사회민주주의자에 의해 그 온건성을 비판받았지만, 자유주의자인 존 메이너드 케인스와 윌리엄 베버리지도 마찬가지로 복지 제도의 확대를 추구하고 있었다.
이렇듯, 사회적 자유주의의 초기 형성은 19세기부터 제1차 세계대전 전반에 이루어졌으며, 제2차 세계 대전 이후에는 사회민주주의 세력과 보수주의 세력의 사이에서 양방향 견제를 통해 성장하였다.

## 이론

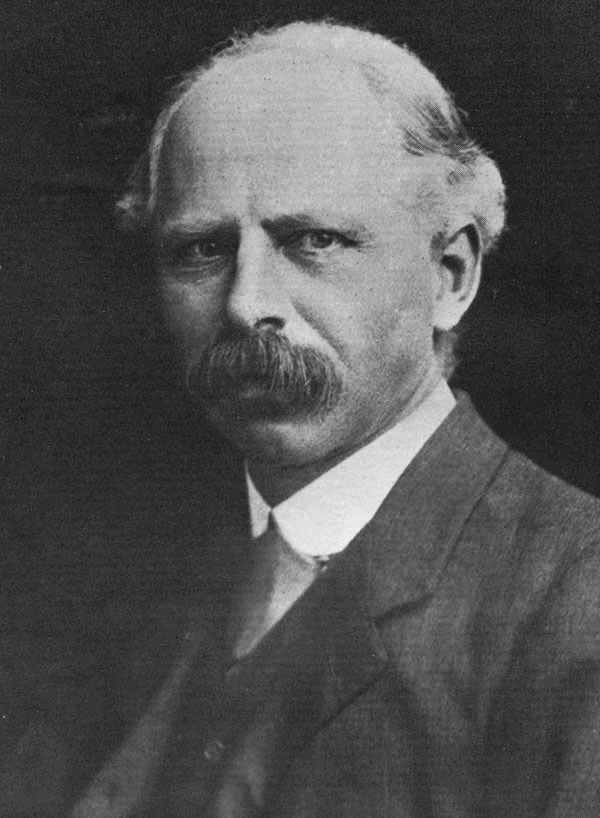
레너드 홉하우스

사회적 자유주의는 기존의 고전적 자유주의가 경시하고 있는 사회적 가치를 정부가 개입하여 실현할 것을 원칙으로 하는데, 이러한 원리는 존 스튜어트 밀의 공리주의와, 이후 공화주의 담론과 연결되어 있다. 레너드 홉하우스는 새로운 자유주의 흐름이 기존 자유주의가 가지고 있는 가치를 보존해야 함을 주장한 동시에, 고전적 자유주의가 자유주의가 갖고 있는 기존 가치를 망각했다고 주장했다. 그는 새로운 흐름의 자유주의가 기존의 인류 자유의 가치를 수호할 수 있으며, 오히려 자유주의 확립에 더욱 충실한 노선이라고 자부했다.
그가 말한 자유주의의 핵심 원리는 계몽주의 시기에 등장한 초기 자유주의가 추구했던 선(善)을 국가 운영 전반에 확대한다는 사고와 밀접한 관계를 갖는다. 가령, 개인의 자유라는 문제는 보편적인 윤리라는 주제와 관련을 갖는다. 그리고 보편적인 윤리는 사회 전반의 문제, 사건, 인간 관계를 포괄하며, 정적 차원에서 해석될 여지가 남아 있다. 홉하우스는 고전적 자유주의가 형식적으로 전거 주장을 동의할지라도, 실질적인 사회 및 경제 운영에서 전거를 철저히 배격한다고 분석했다. 그는, 고전적 자유주의가 과거 계몽주의의 정신을 잇는다고는 하지만, 실제 시민의 삶에서 그것을 면밀히 따졌을 때 전혀 그렇지 않다고 평했다.
이러한 점에서 볼 때, 사회적 자유주의는 기존 자유주의가 고수하고 있던 철학적 가치를 오히려 강하게 고수한다고 보아야 하며, 이것을 고수하는 과정에서 공리주의 담론 및 공화주의의 정신을 부분적으로 받아들였다고 할 수 있다. 홉하우스는 그가 살았던 시기에 유행했던 실용주의(Pragmatism)가 고전적 자유주의의 외피를 둘러싸고, 진리가 없다고 주장한 동시에 고전적 자유주의는 자연스럽게 이러한 담론에 물들었다고 비판했다. 그러면서 한편, 새로운 자유주의는 기존 자유주의가 추구했던 진리관을 그대로 고수해야 하며, 국가 운영은 그 일반 원리를 찾아 나아가는 과정이자, 적극적으로 일반 원리를 적용하는 연장이라고 하였다.
한편, 사회자유주의는 경제 운영에서 페이비언협회의 온건적인 사회주의 담론을 일부 받아들였다. 그러나, 원칙적으로 자본주의, 자유 무역, 시장 경제라는 질서를 옹호하고 있으며, 자유 무역에 관해서는 당대 영국 보수주의자들이 갖고 있던 무역에 대한 기회주의적 입장에 대응하는 의미에서 고전적 자유주의자들이 자유 무역을 지지한 수준과 다르지 않을 정도로 옹호하였다.
국제 관계에서 사회자유주의는 임마누엘 칸트가 저술한 《영구평화론》의 입장을 철저히 계승하고 있다. 이런 움직임은 그래함 월러스(Graham Wallas), 로즈 디킨슨(Lowes Dickinson), 홉하우스 등이 주도했다. 이들은 국제 연맹의 결성을 열렬히 지지했고, 각국의 영구적이고도 항구적인 평화 존속을 위해 비윤리적인 침략 행위, 경제적 약탈 행위, 식민 지배 등을 적극적으로 제재하길 바랐다.
개인의 양심과 실천적 행동에서 논의되는 자유의 본질적 내용에 대해서는 존 스튜어트 밀과 아마르티아 센이 주장한 자유의 성격과 연관된다. 두 사상가는 모두 자유가 인간에게 본래 존재하는 것이자, 어떠한 조건을 성립하지 않더라도 행동, 사유할 수 있는 것이라 주장하고 있다. 외부 실재에 의한 경험이 사고와 행동을 지배한다고 보면서도 자유의 상시성을 주장하는 이러한 전통은 영국 근대 철학의 계보에서 파생된 것인데, 자유의 성격에 관해 외부 대상에 대한 완전한 부동이라고 주장하는 대륙의 합리주의와 달리, 사회적 자유주의는 자유에 관해 선후차 관계를 따질 수 없는 것이라는 입장을 고수한다. 이에 따라, 인류의 정신이 질적으로 최종적인 진보에 도달하지 않았을 경우, 인간은 자유를 향유할 수 없다고 보는 일원론이나 교조적인 헤겔주의 등에 철저히 반대하는 입장을 취하고 있으며, 이는 사회적 자유주의가 권위주의, 독재, 반민주주의, 전체주의에 대한 강렬한 반감을 갖는 것과 관계된다.
동시에 두 사상가는 모두 자유가 통제되지 않는 상황 그 자체를 의미하는 것만큼, 위해원칙이 더욱 넓은 범위에서 적용되어야 함을 강조한다. 그리하여 사회적 자유주의에서 자유는 순전히 개인의 단위에서만 논해질 수 있는 것이 아니며, 자유를 가진 존재는 그 자체로 사회적인 존재라고 규정하고 있다. 따라서, 사회적 자유주의는 자유를 가진 인간으로서 최적의 양식은 타인의 자유와 평등의 가치를 지키고, 그것을 지키는 과정, 실천이 스스로의 자유 확립에 필수적인 것을 이해하는 것이다.

## 구현
제2차 세계 대전 전까지 공산권을 제외한 모든 서구 사회는 복지와 노동자의 권리를 규정한 법률에 대해 “자유주의에 기초한 정부 운영 및 사법 체계 원리에서 예외적이고도 긴급한 상황을 해결하는 데에 초점이 맞춰진 실정법적인 의미 이상의 가치를 내포하고 있지 않다”라고 판단했다. 이는 즉, 복지 제도와 사회적 약자를 보호할 수 있는 수많은 법제 수단이 민주주의와 자유 확립이라는 근본적인 원리와 직결되는 것이 아니라고 판단한 것과 마찬가지였다.
그러나, 제2차 세계 대전 이후 서구 자유국가는 공식적인 차원에서 복지 제도를 바라보는 입장을 수정했다. 이후 서구 국가는 자유 확립이라는 미명하에 형성된 법제에서 민법과 복지와 관련된 수많은 법제 사이의 근본적 차이가 없으며, 오로지 이 둘의 성격을 규정하는 원리는 헌법이고, 자유와 평등이라는 원칙을 견지하는 헌법은 국민 복지 확립의 정당성을 직접적으로 파생한다고 보았다. 이후 복지는 더 이상 자유와 평등의 원칙에서 동떨어진 것이 아니게 되었다.
"내장된 자유주의"라고도 불리는 사회자유주의 정책은 자본주의 경제 체제에 도전하지 않고 사회가 양극화되는 경향을 줄였기 때문에 정치적으로 폭넓은 지지를 얻었다. 기업들은 이전 경제 체제의 호황과 불황의 시기에 만연한 불만에 직면한 채 사회자유주의를 받아들였는데 이는 그들에게 사회자유주의가 사회주의 및 공산주의 세력을 비롯한 좌익 정부보다 덜 위험해 보였기 때문이다.
사회자유주의는 민주주의 제도, 법치주의, 자본주의와 시장 경제를 고수하는 선에서의 대기업, 정부, 노조들 간 협력으로 특징지어졌다. 그 외, 기업 사이의 경쟁에서 공정성을 적극적으로 구현하기 위한 제재책의 성립, 소수자를 포함한 사회적 약자의 권리 증진, 합리적이고도 재분배에 효율적인 세제(稅制), 사법과 행정 권력을 견제할 수 있는 시민 참여 제도 확대 등의 정책으로 대표됐다. 이러한 개혁 조치는 전시 경제가 허물어진 지 얼마 되지 않아 정부의 권한이 강력했다는 당시의 행정적 배경에 따라 수월하게 진행됐고, 비로소 수정자본주의의 활로가 열리게 된 것이다.

## 비판
개인에 대한 사회의 책임을 강조하면서도 자유의 상시성을 주장하는 철학적 논리가 성립하기 어렵다는 비판이 주를 잇고 있다. 자유지상주의나 고전적 자유주의를 고수하는 학자는 사회적 자유주의가 말하는 ‘자유’가 본질적 의미에서의 자유와 다르며, 사실상 사회주의와 다름이 없다고 비판한다.
반면, 사회주의자와 공산주의자들은 자본가가 노동자를 착취하기 위해서 내놓은 교묘한 술수라고 비판한다. 특히, 1970년대 이후 사회적 자유주의를 표방하는 정치 세력이 몇몇 집권했음에도 불구하고 하층민의 삶을 나아지지 않았으며, 오히려 약소국에 대한 경제 침탈과 군사적 위협을 가한다는 측면에서 우익과 다를 바 없다는 비판을 받는다.
보수주의자들은 사회적 자유주의가 개인 윤리와 사회 윤리의 타락을 가져오며, 전통과 종교적 가치, 그리고 가족 가치를 짓밟았다고 주장한다. 이러한 비판은 사회적 자유주의가 여러 소수자의 권리를 증진시키는 과정에서 나타나는 반발심과 밀접한 관련을 맺고 있다.

## 같이 보기
- 고전적 자유주의
- 급진주의
- 좌파 자유지상주의
- 미국의 현대 자유주의
- 진보주의
- 사회민주주의
- 사회적 시장경제